# Басма
Басма је краћа говорна форма у оквиру народне књижевности, врста молитвеног песништва против разних душевних и физичких болести. Она је најархаичнији вид народне медицине која почива на веровању да се магијом речи може отерати свако зло од човека. Вук Караџић их дефинише као „оне ријечи скупа што бајалица или бајач говори кад баје“.

## Басма и мит
Басма је обично праћена ритуалном (магијском) радњом која је захтевала употребу магијских помагала (восак, ватра, трн, стара метла, чешаљ), што је непосредно доводи у везу са митом. Према неким дефиницијама басма је „скраћени“ мит, јер се прагматична функција мита остварује у ритуалу. У случају басме то би представљало народно веровање да зли демони губе своју моћ ако их сагледамо тј. симболички ухватимо понављањем или записивањем њихових имена.
Када је реч о басми и бајању, о бајалицама, у јужној Србији, посебно у врањском и лесковачком крају, Видосава Николић-Стојанчевић је у својем истраживању утврдила, да је у прошлости Врањанаца посебно место у лечењу болести имала магија, то јест, магична, чаробна моћ речи: „Ни један лек, по мишљењу народних лекара, неће да помогне док се не 'пребаје' каква 'басма'. Магија речи јавља се у народној медицини Врањанаца као врло архаични елемент преостатка примитивних религиозних представа“

## Време извођења басми
Басме се изговарају у критичним моментима човековог постојања, када се он налази између болести и здравља, живота и смрти, што њихову форму и начин изражавања чини наглашено драматичним.
Бајања се изводе и у одређено време и на одређеним местима (поред огњишта, прага куће, на сметлишту, поред воденице), са одређеним предметима.

## Простор у басмама
Близина смрти укључује граничну ситуацију и тиме одређује природу басми, јер захтева да се из дубине подсвести у басму измаме представе простора неживота, „где мрак царује, где ђаво болује“. Изгонећи болест бајалице и бајачи упућују демоне да се врате тамо одакле су дошли, одређујући тај простор као негацију живота, као онострани свет без светлости, звука и облика, „где жарко сунце не сја, где петао не пева, где кока не квоча“. То непознато тамо јесте пуста земља лишена свега што овамо, у реалном свету, постоји.

## Језик и стилска средства
Непосредно обраћање душевним или физичким болестима као да су жива бића изискивало је и употребу посебног језика, јер тај дијалог између бајалице односно бајача и злих сила дат је увек у форми монолога.
Специфичне лековите чаролије речи требало би да одбране од зла и болести уз помоћ сугестивних ритмичких понављања, која се обликују у лирске паралелизме, симболе, анафоре, епифоре и симплохе:
„Пођи сиња пљуско,
пођи жута пљуско,
пођи зелена пљуско.“
„Страх терам да истерам,
страх бијем да избијем.“
„Изађе крвав врач,
на крваву коњу,
у крваву коњу,
у крваву седлу,
кроз крваво седло,
крваво му копље.“
Одбрана од зла и болести понекад се жели постићи помоћу конкретизације апстрактног у поређењима:
„Разиђите се ноћи као облак по небу,
(...) као пена по води“
У басмама се, такође, често користе многобројне ономатопеје, алитерације и асонанце или неграматичке форме глаголских стања, времена и именичких облика.

## Басма у савременом друштву
Будући да се сензибилитет човека модерног, грађанског друштва променио у односу на свет у коме су басме настајале и имале своју практичну функцију, овај облик данас се доживљава пре свега као семантички сугестивна поезија. Богатство лексичких и изражајних могућности басме први је код нас применио Ђорђе Марковић Кодер у свом делу Роморанке. Утицај басме примећује се и у стваралаштву Бранка Миљковића, а Васко Попа уноси већи број басми у антологијску руковет народне поезије, Од злата јабука.

## Референца
1. 1 2  Стамболић, Милош, ур. (1986). Речник књижевних термина. Београд: Нолит. стр. 69. ISBN 86-19-00635-5.
2. ↑  Јањић, Марина. „Пројекат Растко”.
3. ↑  Српске народне умотворине. БЕОГРАД: Креативни центар. 2016. стр. 356. ISBN 978-86-529-0327-6.